# Абрамівський дуб
Абра́мівський дуб — ботанічна пам'ятка природи місцевого значення в Україні. Розташована на території Димерської селищної громади Вишгородського району Київської області, в селі Абрамівка.
Площа — 0,01 га, статус отриманий у 2016 році. Перебуває у віданні: Абрамівська сільська рада.
Старий екземпляр дуба черешчатого віком біля 300 років. На висоті 1,3 м стовбур дерева має в охопленні 5 м і висота дерева 30 м.
«Абрамівський дуб» є типовим представником вікових дубів, які часто стають символами довголіття та стійкості природи.
Природоохоронна цінність: Дуб є важливою частиною місцевої екосистеми, надаючи притулок для багатьох видів комах, птахів та дрібних тварин. Його збереження сприяє підтримці біорізноманіття.
Естетична та рекреаційна цінність: Великі вікові дерева є привабливими об'єктами для спостереження, відпочинку та фотографій, створюючи особливий ландшафт.